# Otello (1986)
Otello ist ein italienischer Film von Franco Zeffirelli aus dem Jahr 1986. Er basiert auf der 1887 uraufgeführten gleichnamigen Oper von Giuseppe Verdi (Musik) und Arrigo Boito (Libretto).

## Handlung
Der Film folgt im Wesentlichen der Handlung der gleichnamigen Oper: Otello ist ein erfolgreicher Feldherr und wird bei seiner Rückkehr aus der Schlacht groß gefeiert. Nur Iago, der sich bei der Beförderung Cassios zum Hauptmann durch Otello übergangen fühlt, ist ihm nicht wohlgesonnen und plant seinen Untergang. Iago überzeugt Otello, dass dessen Ehefrau Desdemona eine Affäre mit Cassio hat, indem er ein Taschentuch Desdemonas, das Otello ihr einst geschenkt hatte, Cassio zuspielt. Otello rast vor Eifersucht und erwürgt Desdemona. Emilia, die Kammerfrau Desdemonas und Ehefrau Iagos, tritt ein, sieht die sterbende Desdemona und schreit um Hilfe. Iago, Cassio und weitere Männer eilen herbei. Die Situation wird schließlich durch Emilia aufgeklärt: Desdemona war Otello stets treu, alles beruht auf der Intrige Iagos, der von Otello mit einem Speer getötet wird (anders als in der Oper, in der Iago fliehen kann). Letztlich sticht sich Otello selbst einen Dolch ins Herz und beteuert sterbend noch einmal seine Liebe zu Desdemona.

## Produktion
Die beiden Filmproduzenten Menahem Golan und Yoram Globus arbeiteten einen Vertrag mit dem populären Operntenor Plácido Domingo aus, den sie für eine Verfilmung von Verdis Il trovatore engagieren wollten. Domingo schlug jedoch eine Verfilmung von Otello, seiner Paraderolle, vor. Als Domingo bei einer Bühnenproduktion von Tosca an der Metropolitan Opera mit dem italienischen Regisseur Franco Zeffirelli zusammenarbeitete, schlug er diesem die Möglichkeit einer erneuten Zusammenarbeit an einem weiteren Opernfilm vor. Die beiden hatten zuvor bereits für die Fernsehfilme Cavalleria rusticana und Pagliacci sowie den Kinofilm La Traviata zusammengearbeitet. Zeffirelli erklärte sich bereit, bei einer Otello-Verfilmung mit Domingo die Regie zu übernehmen.
Die Dreharbeiten zu Otello sollten im Herbst 1985 in Heraklion, Kreta, beginnen. Kurz vor Beginn der Dreharbeiten wurde Mexiko-Stadt von einem heftigen Erdbeben erschüttert. Domingo sagte alle Engagements ab, um bei den Rettungsarbeiten zu helfen. Als das Projekt kurz davor war, abgebrochen zu werden, erklärte sich Domingo bereit, für die Dreharbeiten auf Kreta zu erscheinen. Zeffirelli sagte später, dass der Sänger seine Arbeit an Otello nutzte, um die traumatischen Anblicke der Verletzten und Toten in Mexiko (zu denen auch einige seiner Familienmitglieder gehörten) zu vergessen.

## Musik
Im Großen und Ganzen folgt der Film der Originalpartitur der Oper, mit einigen bemerkenswerten Ausnahmen. Das gesamte Lied von der Weide („Canzone del salice“), Desdemonas Soloarie, die weitgehend als einer der schönsten Momente des Werks gilt, wird weggelassen. Ihr Ave Maria, das sich unmittelbar anschließt, wird jedoch im Film beibehalten. An verschiedenen Stellen gibt es zudem kleinere zusätzliche Schnitte in der Musik, wie beispielsweise am Ende der Sturmszene, wenn der Refrain gekürzt wird und der Film zum Rezitativ zwischen Iago und Roderigo überspringt. Dies steht im Gegensatz zu den Bühnenproduktionen von Otello, bei denen die Oper nur selten gekürzt wird. Außerdem gibt es zwei Ergänzungen: Die zusätzliche Musik aus dem selten gespielten Ballett des dritten Akts (das für die Pariser Premiere der Oper geschrieben wurde) wird in die Festlichkeiten des ersten und dritten Akts im Film eingefügt.
In einigen Szenen konnte Zeffirelli das Medium Film nutzen, um Aspekte seiner Interpretation zu zeigen, die auf der Bühne nicht möglich waren. Im Film, als Iago Otello über Cassios angeblichen Traum informiert, in dem er vermeintlich zu Desdemona sagte: „Lass uns unsere Liebe verbergen“, sieht man Cassio die Worte singen, nicht Iago, wie in der ursprünglichen Bühnenfassung. Hier zeigt Zeffirelli dem Publikum das Bild von Iagos erfundenem Traum, wie Otello ihn sich vorstellt. Eine weitere interpretatorische Entscheidung Zeffirellis bestand darin, in einer Rückblende mit Schreien und Soundeffekten zu zeigen, wie marodierende Soldaten ein afrikanisches Dorf angreifen und Otello (als Baby) seiner Mutter entreißen, während der erwachsene Otello und Desdemona ihr Liebesduett aus dem ersten Akt singen.
Auf dem Soundtrack-Album der Oper, das von EMI herausgegeben wurde, wird die Musik ohne Kürzungen oder Zusätze präsentiert, so wie es bei der Aufführung von Otello auf der Bühne der Fall ist. Das Soundtrack-Album hat sich jedoch nicht als so beliebt erwiesen wie Plácido Domingos erste Aufnahme der Oper, die von James Levine dirigiert und 1978 von RCA Victor veröffentlicht wurde.

## Rezeption
Leonard Maltin bezeichnet den Film in seinem Movie and Video Guide als „beinahe makellos“. Vincent Canby hingegen kritisierte in der New York Times Zeffirellis Änderungen an der Musik der Oper. In einem Interview mit der Opera News äußerte der Star des Films, Plácido Domingo, ähnlichen Unmut über musikalische Kürzungen im Film. Auch beklagte er sich darüber, dass die Synchronisierung der Tonspur mit dem Film nicht ordnungsgemäß durchgeführt wurde, so dass die Musik eine halbe Note tiefer liegt, als sie aufgenommen wurde. In Bezug auf seine Interpretation von Otello war er der Meinung, dass einige Kameraschwenks das untergraben, was er mit seiner Darstellung zum Ausdruck bringen wollte. Insgesamt hielt er den Film für „gut“, er „hätte aber besser sein können“.
Stanley Kauffmann von The New Republic bezeichnete Otello bei seiner Rezension aus dem Jahr 1986 als Franco Zeffirellis besten Film.

## Auszeichnungen
National Board of Review Award 1986
- Auszeichnung in der Kategorie Bester fremdsprachiger Film

Cannes Filmfestival 1986
- Nominierung für eine Palme d’or

Golden Globes 1987
- Nominierung in der Kategorie Bester fremdsprachiger Film

David di Donatello 1987
- Nominierung in der Kategorie Bester Nebendarsteller (Justino Díaz)
- Nominierung in der Kategorie Beste Kostüme

BAFTA Awards 1987
- Nominierung in der Kategorie Bester nicht-englischsprachiger Film

Oscarverleihung 1987
- Nominierung in der Kategorie Bestes Kostüm-Design